# Gerry Weber Open 2012
Gerry Weber Open 2012 — тенісний турнір, що проходив на трав'яних кортах у місті Галле, Німеччина з 11 червня . Належав до категорії ATP World Tour 250.

## Фінальна частина

### Одиночний розряд
Томмі Гаас —  Роджер Федерер 7–6(7–5), 6–4

### Парний розряд
Айсам-уль-Хак Куреші /  Жан-Жульєн Роєр —  Трет Х'юї /  Скотт Ліпскі 6–3, 6–4